# 安元洋貴
安元 洋貴（やすもと ひろき、1977年3月16日 - ）は、日本の男性声優、ナレーター。山口県防府市出身、シグマ・セブン所属。
代表作は『鬼灯の冷徹』（鬼灯）、『弱虫ペダル』（金城真護）、『BLEACH』（茶渡泰虎）、『ヘタリア Axis Powers』（ドイツ）、『スーパーサッカー』/『NHKクロ現』（ナレーション）など。

## 来歴

### 声優デビュー前
幼い頃は、父のことが好きであり、「父のような会社員になりたい」と思っていたという。小学校時代は柔道、水泳、ピアノなど複数の習い事を経験。小学校時代の文集に「将来なりたいものは会社の部長」と書いていたという。
役者を志したのは高校3年生の時であり、当時は舞台やバンドをしており、人前で表現することが好きになった頃だった。「受験はしない。」と親に宣言していたが、父は「馬鹿で大学行けないからそんなこと言ってるんだろ？」と挑発。その時は「コノヤロウ!」と奮起し、駒澤大学法学部法律学科に進学。父としては、「大学の4年間で芸事に諦めがつくはず」と目論んでいたらしい。その後、姉から「演劇をやってみないか」と誘われ、元々興味があったことから役者の道に進む。緊張しないという特技を持っていたのが良かったのか、一度演技を経験したときに「伸び伸び」と演じられ、「これは面白い」とのめり込む。
演劇だけでは食べてはいけないと、文化放送の報道部で夜勤のアルバイトを始める。現場のテレビで『ルパン三世』の次元大介役で知られる小林清志の声が流れ、アニメ以外の仕事もするのだと感心していたところ、その場にいたフリーアナウンサーからナレーションという仕事だと教えられる。それまで声優の仕事はアニメのみだと思い込んでいたが、いろいろな可能性があることに気づく。また、舞台のアンケートで「声が変」「役に対して声が低すぎる」といった意見を多くもらっていた経緯もあり、自分の声に特徴があることは認識していたことから、声優ならば「活かすことができるかもしれない」と思うきっかけとなる。声にコンプレックスがあったにもかかわらず、「そこから声優を目指したのは、ある意味発想の転換」だったと語っている。
両親に「ナレーターさんの学校に行きたい。自力で何とかするから認めてくれ。」と懇願し、父は烈火のごとく激怒したが、姉は「自分はもう役者を諦める。だが、奴は面白い。故に奴にはもう少しやらせてやって」と父を説得。その後、父から「25歳いっぱい。それまでに結果が出なければやめろ」と条件付で許しを得て、声優を目指すことができたという。

### 声優デビュー後
声優として最初の仕事は、養成所にいたころに出演した映画の日本語吹き替え。その時はたった一言二言であったが、恩師の野島昭生から稽古をつけてもらっていたという。その後は、同じ事務所の保村真と一緒にラジオCMに出演する。初めてオーディションで決まった仕事は、日本テレビの『冒険!CHEERS!!』のナレーション。ベテランのナレーターが多く参加するなかで採用されたためとても驚き、のちにプロデューサーに採用理由を聞くと、安元が一番「あいさつがしっかりしていた」からだった。本人はこの時、「初心忘れるべからず」をいきなり思い知らされたと語っている。
デビュー当初から、報道・情報・スポーツ番組などでナレーションを多く担当する。「超重低音ボイス」、「重厚な低音ボイス」が特徴。事務所に所属した直後に『ロックマンエグゼStream』のカーネル役、『デュエル・マスターズ チャージ』のザキラ役、『BLEACH』の茶渡泰虎役のオーディションを受けて、立て続けに決まった。『BLEACH』の茶渡泰虎役を獲得したのは、恩師である辻谷耕史がマネージャーに言った「安元は面白いよ。アニメに使ってみなよ」という後押しでオーディションを受けたのがきっかけである。初めて行ったアニメのアフレコは、緊張はめちゃくちゃしていたが、「一生懸命やったらすぐ終わって、大丈夫なのかな」という不安だけが残った。自分の声では「一生主役をやることはない」と述べていたが、2014年に放送の『鬼灯の冷徹』の鬼灯役でテレビアニメ作品の初主演を務める。オーディションに呼ばれた時点で、「このべらぼうに低い声に意味があるんだろう」と考え、高めの声を作るようなことはせず、「そのままやってみよう」とオーディションに臨んだ。

## 人物・エピソード
- 「The・声優塾」の同期は福圓美里、西田紘二、斉藤隆史[19]。
- 小学校時代は吹奏楽部に所属していた[11]。
- 中学高校時代は6年間一貫の男子校に通っていた[11]。
- 学生のころからドラムが得意であると語っている[20]。
- 『アニメ女子おうちカフェ部』の企画でオリジナルレシピ「抱きしめタイカレー」を発案。2011年のキャラホビC3のAT-Xブースで販売が行われた[21]。
- ヘヴィメタルの音楽が好きで、自身の歌うキャラクターソングにもメタルっぽいアレンジにしたらどうかと提案したことがある[22][23]。
- 2012年12月24日にNHK-FMで放送された『今日は1日“歌う声優”三昧』において七森中☆ごらく部の曲「ゆりゆららららゆるゆり大事件」を安元が『百合男子』の桜ヶ丘健司役として歌ったヘヴィメタル調のカヴァーバージョンがリクエストされ、原曲と併せて流された[24]。その直後よりカバー曲側のダウンロード数やCDの売り上げが急上昇した[25]。しかし、本人のTwitterでの発言によると「買取契約のためいくら売れても収入にならない」という[26]。
- 高校時代の同級生としてペルソナシリーズのシナリオライター田中裕一郎を挙げている[27]。
- 下積み時代は、フレッシュネスバーガーでアルバイトをしていた。また、板前の経験もある。そのことから料理が得意で、『声優と夜あそび』の料理企画などで腕を振るっている。
  - 料理系Youtuberのリュウジとも交友があり、不定期にゲストとして出演している[28]。
- 座右の銘は「歯は飯を食うためだけに付いてるんじゃない、くいしばるためにもあるんだ」[8]。

## 受賞
- 2021年　第15回声優アワードパーソナリティ賞[29]

## 出演
太字はメインキャラクター。

### テレビアニメ
2004年
- 犬夜叉（村人）
- 今日からマ王!（大シマロン幹部）
- スクールランブル（2004年 - 2006年、東郷雅一、郡山先生、スズキマサル） - 2シリーズ
- デュエル・マスターズ シリーズ（2004年 - 2015年、不亞ザキラ / デビル・ディアボロスZ） - 4シリーズ
- BLEACH（2004年 - 2012年、茶渡泰虎、バワバワ、ゾンザイン）
- みさきクロニクル〜ダイバージェンス・イヴ〜（パイロットB）
- ロックマンエグゼ シリーズ（2004年 - 2006年、カーネル、イエティマン） - 2シリーズ

2005年
- あかほり外道アワーらぶげ（眼鏡娘萌営業）
- ギャラリーフェイク（ジョルジョ）
- 極上生徒会（医師B）
- 交響詩篇エウレカセブン（ノーマ01）
- 地獄少女（リポーター、桐野春樹）
- 新釈 眞田十勇士（服部長吉正重）
- ゾイドジェネシス（バイド大佐）
- 奏光のストレイン（ドニィ）
- ノエイン もうひとりの君へ（カーソルマンB、医療班）
- ハチミツとクローバー（中村辰吉）

2006年
- ウィッチブレイド（警官）
- おとぎ銃士 赤ずきん（2006年 - 2007年、エセル、影の声）
- 鍵姫物語 永久アリス輪舞曲（店員）
- ガラスの艦隊（兵士C）
- ギャラクシーエンジェる〜ん（軍人A、係員A、番長、艦隊A 他）
- コヨーテ ラグタイムショー（ニュースキャスター、アレン　他）
- 地獄少女 二籠（牧村達彦、誠人の父、釣り人）
- 009-1（男）
- Soul Link（研究員）
- デジモンセイバーズ（フランツ、ベルフェモン・レイジモード）
- TOKYO TRIBE2（ファルコン城ヶ崎）
- となグラ!（遺跡の村人）
- 妖逆門（雲外鏡）
- 働きマン（記者B）
- びんちょうタン（男）
- Fate/stay night
- 武装錬金
- BLACK BLOOD BROTHERS（ケイン・ウォーロック）
- 護くんに女神の祝福を!（2006年 - 2007年、男、鷹栖正樹）
- REC（ダーリン、ゲームディレクター、AD、ライター）

2007年
- ウエルベールの物語 〜Sisters of Wellber〜（ズッペ隊長）
- Over Drive（観客）
- キミキス pure rouge（マスター、先生、シェフ）
- キャラウッドプロジェクト なぞなぞう（ライオン）
- CODE-E（4組担任）
- ご愁傷さま二ノ宮くん（バニー、隊員バニー）
- GR-GIANT ROBO-（カンサス、ニュースナレーション）
- しおんの王（男性キャスター、記者B）
- 灼眼のシャナII（“吼号呀”ビフロンス）
- シャイニング・ティアーズ・クロス・ウィンド（ヒョウウン、ジード / レオン）
- 素敵探偵ラビリンス（TVキャスター）
- 逮捕しちゃうぞ フルスロットル（鮫島、男）
- 地球へ…（トキ、アタラクシア市長、シド・ヨーハン、隊長 他）
- ドージンワーク（ジャスティス）
- のだめカンタービレ（2007年 - 2010年、オリバー、男子学生A、男子学生C） - 3シリーズ
- 爆丸バトルブローラーズ（2007年 - 2010年、ゴーレム） - 2シリーズ
- BACCANO! -バッカーノ!-（ビル・サリバン）
- ひぐらしのなく頃に解（警官、医師、教授、村人 他）
- ヒロイック・エイジ（キリス、ベルクロス 他）
- ぽてまよ（ジャージ先生、謎の男 / モリオ）
- まじめにふまじめ かいけつゾロリ（男）
- 魔人探偵脳噛ネウロ（筑紫候平）
- ムシウタ（駅員）
- ロミオ×ジュリエット（議長）
- レンタルマギカ（ユーダイクス・トロイデ）

2008年
- イタズラなKiss（格次郎、やっちゃん、F組担任、医師、サングラスの男、医者、野犬、西村専務）
- ヴァンパイア騎士（夜刈十牙） - 2シリーズ
- GUNSLINGER GIRL -IL TEATRINO-（フランコ）
- キャシャーン Sins（ロボット）
- 狂乱家族日記（乱崎帝架）
- 黒執事（2008年 - 2024年、アグニ） - 4シリーズ
- クリスタル ブレイズ（グラハム）
- ゴルゴ13（ファルカンの手下）
- 全力ウサギ（ダンチョウ）
- ドルアーガの塔（2008年 - 2009年、ウトゥ） - 2シリーズ
- 夏目友人帳（ススギ）
- ネオ アンジェリーク Abyss（宇宙意志） - 2シリーズ
- 乃木坂春香の秘密（竹浪、船員1）
- 破天荒遊戯（軍曹）
- BLASSREITER（XAT1班A、研究員→ゼンガー、クルツ、大国代表A、パラディン隊隊長）
- ペルソナ 〜トリニティ・ソウル〜（有働泰市）
- 魔法遣いに大切なこと 〜夏のソラ〜（藍本栄治）

2009年
- かなめも（ナレーション）
- CLANNAD 〜AFTER STORY〜（ウェイター）
- 蒼天航路（張遼）
- 夏のあらし!（村田英雄〈グラサン〉） - 2シリーズ
- 乃木坂春香の秘密 ぴゅあれっつぁ♪（竹浪）
- FAIRY TAIL（2009年 - 2025年、エルフマン・ストラウス、ドラキュロス・ハイベリオン、エルビマン） - 4シリーズ

2010年
- SDガンダム三国伝 Brave Battle Warriors（関羽ガンダム）
- GIANT KILLING（実況、TVキャスター）
- 祝福のカンパネラ（ナーガン・メイクラフト、ゴーレム）
- テガミバチ（ブリト）
- デュラララ!!（2010年 - 2015年、ヒロシ） - 2シリーズ
- 伝説の勇者の伝説（看守）
- ぬらりひょんの孫（2010年 - 2011年、青田坊、ニセ黒田坊、貪狼） - 2シリーズ
- バトルスピリッツ 少年激覇ダン（ガーナ）
- リングにかけろ1 影道編（野火）

2011年
- お兄ちゃんのことなんかぜんぜん好きじゃないんだからねっ!!（イカ焼き店主）
- かいとう・ちわわんだー（2011年 - 2013年、ベラルド）
- 神様のメモ帳（電柱）
- 銀魂'（匂狼団長）
- これはゾンビですか?（ケルベロス・ワンサード）
- C（牧田直也）
- ドラえもん（テレビ朝日版第2期）（2011年 - 2019年、隊長、監督、刑事、魚、かっこいいゴンスケ 他）
- トリコ（ギド）
- ベン・トー（遠藤忠明 : 帝王〈モナーク〉）
- マケン姫っ!（蛇山英輝）

2012年
- 蒼い世界の中心で（D・フィッシャー）
- アクエリオンEVOL（イズモ・カムロギ）
- イクシオン サーガ DT（ナレーション）
- 機動戦士ガンダムAGE（デレク・ジャックロウ、ヴェイガン兵士）
- 境界線上のホライゾンII（弘中・隆包、犬鬼〈コボルド〉）
- 黒子のバスケ（武内源太）
- シャイニング・ハーツ 〜幸せのパン〜（謎の声 / 異形の海賊）
- ソードアート・オンライン（2012年 - 2020年、エギル / アンドリュー・ギルバート・ミルズ） - 5シリーズ + 特別編
- 男子高校生の日常（副会長）
- 探偵オペラ ミルキィホームズ 第2幕（スナイパー）
- バトルスピリッツ ソードアイズ（2012年 - 2013年、ブラウ・バルム、人魂）
- 緋色の欠片（アイン） - 2シリーズ
- モーレツ宇宙海賊（ショウ）

2013年
- アラタカンガタリ〜革神語〜（ツツガ）
- 義風堂々!! 兼続と慶次（上杉景勝）
- げんしけん 二代目（久我山光紀）
- サムライフラメンコ（ナレーション、ミスター・ジャスティス / フラメンコ星人）
- 閃乱カグラ（村雨）
- 超速変形ジャイロゼッター（イレイザー・ジャック）
- 東京レイヴンズ（角行鬼）
- NARUTO -ナルト- 疾風伝（ハン、孫悟空）
- ハイスクールD×D NEW（コカビエル）
- 幕末義人伝 浪漫（謎の提督 / ペリー）
- はたらく魔王さま！（2013年 - 2023年、アルバート・エンデ） - 3シリーズ
- 魔界王子 devils and realist（バフォメット）
- メガネブ!（白銀穂貴）
- 問題児たちが異世界から来るそうですよ?（ガルド・ガスパー）
- 弱虫ペダル（2013年 - 2023年、金城真護） - 5シリーズ

2014年
- アルドノア・ゼロ（ブラド）
- 最強銀河 究極ゼロ 〜バトルスピリッツ〜（アルティメット・グラン・ウォーデン）
- ディーふらぐ!（モブ父）
- 曇天に笑う（鷹峯誠一郎）
- 信長協奏曲（今川忍び）
- 幕末Rock（井伊直弼、ナレーション）
- はじめの一歩 Rising（浜団吉）
- フューチャーカード バディファイト（2014年 - 2018年、ジャックナイフ・ドラゴン、握拳メリコム、淵神慈得留、アーマナイト・メニーマミー、白晶竜 リースリング、ブルータル 他） - 5シリーズ
- 鬼灯の冷徹（2014年 - 2018年、鬼灯） - 3シリーズ
- マジンボーン（タイロン）
- マンガ家さんとアシスタントさんと（富都編集）
- 名探偵コナン（2014年 - 2025年、倉西治、澤田良介、羽田浩司）
- RAIL WARS!（運転手、男）

2015年
- アルスラーン戦記（2015年 - 2016年、キシュワード） - 2シリーズ
- うしおととら（石喰い）
- 空戦魔導士候補生の教官（レアル・ヌア）
- GATE 自衛隊 彼の地にて、斯く戦えり（2015年 - 2016年、富田章） - 2シリーズ
- ディスク・ウォーズ:アベンジャーズ（ブレイド）
- デス・パレード（藤井）
- デュエル・マスターズ VSR（ザキラ）
- トリアージX（ワイルドハント）
- 美男高校地球防衛部LOVE!（2015年 - 2016年、ズンダー、マッチョ兄さんA、ダダチャ） - 2シリーズ
- 干物妹!うまるちゃん（2015年 - 2017年、本場猛〈ぼんば〉） - 2シリーズ
- ヤング ブラック・ジャック（ボブ）
- ワンパンマン（2015年 - 2019年、キング） - 2シリーズ

2016年
- この素晴らしい世界に祝福を!（2016年 - 2024年、デュラハン / 予告の人） - 3シリーズ
- アクティヴレイド -機動強襲室第八係-（志村誠）
- 機動戦士ガンダムUC RE:0096（オペレーター、ワッツ・ステップニー、エルファロ通信）
- 金田一少年の事件簿R（鯖木海人）
- くまみこ（クマ井ナツ）
- コンクリート・レボルティオ〜超人幻想〜THE LAST SONG（雨戸幸一）
- 食戟のソーマ（2016年 - 2020年、美作昴） - 4シリーズ
- スカーレッドライダーゼクス（グランバッハ）
- ダンガンロンパ3 -The End of 希望ヶ峰学園-（弐大猫丸） - 1シリーズ + 特別編
- チア男子!!（堂本仁）
- DAYS（猪原進）
- ドリフターズ（土方歳三）
- 灰と幻想のグリムガル（ブリトニー、鎧ゴブリン）
- ベルセルク（アザン）
- ユーリ!!! on ICE（クリストフ・ジャコメッティ）

2017年
- ACCA13区監察課（パイン）
- タイガーマスクW（ビリーザキッドマン）
- ONE PIECE（ボナム）
- BORUTO-ボルト- NARUTO NEXT GENERATIONS（2017年 - 2019年、大筒木キンシキ、孫悟空）
- 異世界はスマートフォンとともに。（2017年 - 2023年、レオン・ブリッツ将軍） - 2シリーズ
- バチカン奇跡調査官（ビル・サスキンス）
- Infini-T Force（ラジャ・カーン）
- 戦刻ナイトブラッド（馬場信春）
- 十二大戦（ドゥデキャプル）
- 血界戦線 & BEYOND（ハンフリータイガー〈兄貴〉）
- 魔法使いの嫁（2017年 - 2018年、スプリガン）
- プリプリちぃちゃん!!（雪男〈ゆきお〉）
- Dies irae（2017年 - 2018年、ゲッツ・フォン・ベルリッヒンゲン、トバルカイン） - 2シリーズ
- 3月のライオン（山崎順慶）

2018年
- 働くお兄さん!（ミズダコ、マツ阪先輩）
- メガロボクス（2018年 - 2021年、勇利） - 2シリーズ
- 美男高校地球防衛部HAPPY KISS!（フラヌイ）
- 銀河英雄伝説 Die Neue These 邂逅（カール・グスタフ・ケンプ）
- フューチャーカード 神バディファイト（2018年 - 2019年、超星竜 ジャックナイフ、凶乱魔竜 ヴァニティ・骸・デストロイヤー）
- デビルズライン（傭兵）
- ぐらんぶる（2018年 - 2025年、時田信治） - 2シリーズ
- 千銃士（アインス）
- 悪偶 -天才人形-（エルバト）
- ハイスコアガール（2018年 - 2019年、ガイルさん、胃潰瘍） - 2シリーズ
- イナズマイレブン オリオンの刻印（2018年 - 2019年、クラリオ・オーヴァン）
- ガイコツ書店員 本田さん（フルフェイス、男性客、苦渋の人、おっちゃん）
- 蒼天の拳 REGENESIS（ロバート・アレント）
- ゾンビランドサガ（MC）
- アニ×パラ〜あなたのヒーローは誰ですか〜（ジェイ・ホーガン）

2019年
- 盾の勇者の成り上がり（2019年 - 2025年、エルハルト） - 4シリーズ
- 明治東亰恋伽（福沢諭吉）
- MIX（2019年 - 2023年、二階堂大輔） - 2シリーズ
- キャロル&チューズデイ（スキップ、ロンサム・クラレンス）
- かつて神だった獣たちへ（エドガー / バジリスク）
- ヴィンランド・サガ（2019年 - 2023年、ビョルン） - 2シリーズ
- あはれ!名作くん（Jさん、貧乏神）
- Fairy gone フェアリーゴーン（イージェイ・ダーヴェン・ソー）
- 旗揚!けものみち（コボルト夫）
- 炎炎ノ消防隊（2019年 - 2025年、カロン） - 3シリーズ

2020年
- pet（乾）
- クレヨンしんちゃん（監督、三芽輝男）
- ヒーリングっど♥プリキュア（2020年 - 2021年、グアイワル、炎ミノル、洋菓子屋 店主）
- キングダム（2020年 - 2021年、臨武君）
- おしりたんてい（2020年 - 2022年、はなながし）
- グレイプニル（三部忠則）
- バキ（郭春成）
- 富豪刑事 Balance:UNLIMITED（大統領）
- THE GOD OF HIGH SCHOOL ゴッド・オブ・ハイスクール（ソ・ハンリャン）
- 神達に拾われた男（竹林竜馬）
- ぐらぶるっ!（ジン）
- 半妖の夜叉姫（2020年 - 2021年、渾沌）
- 憂国のモリアーティ（2020年 - 2021年、マイクロフト・ホームズ） - 2シリーズ

2021年
- WAVE!!〜サーフィンやっぺ!!〜（店長、SGハマー）
- EX-ARM エクスアーム（グエン）
- 真・中華一番!（アルカン）
- マジカパーティ（2021年 - 2022年、ワニスケ）
- 灼熱カバディ（六弦歩）
- 僕のヒーローアカデミア（2021年 - 2024年、五代目・万縄大悟郎） - 3シリーズ
- KICK&SLIDE（フィレレ）
- 出会って5秒でバトル（大神一）
- 世界最高の暗殺者、異世界貴族に転生する（特殊部隊隊員）
- 王様ランキング（2021年 - 2023年、アピス、レッド） - 2シリーズ
- 魔王イブロギアに身を捧げよ（マキディー）
- 吸血鬼すぐ死ぬ（2021年 - 2023年、マイクロビキニ） - 2シリーズ

2022年
- ニンジャラ（2022年 - 2023年、ロン）
- プリンセスコネクト!Re:Dive Season 2（ヒロキ）
- 賢者の弟子を名乗る賢者（アスバル）
- 幻想三國誌 -天元霊心記-（魍魎王）
- 恋は世界征服のあとで（カルバリンベア）
- アオアシ（伊達望）
- じゃんたま PONG☆（斎藤治）
- SPY×FAMILY（ビル・ワトキンス）
- てっぺんっ!!!!!!!!!!!!!!!（谷誠二）
- 新テニスの王子様 U-17 WORLD CUP（2022年 - 2024年、平等院鳳凰） - 2シリーズ
- カードファイト!! ヴァンガード will+Dress（2022年 - 2023年、雨竜ムサシ） - 2シリーズ
- 咲う アルスノトリア すんっ!（ブルーノ・ブリンガー）
- 悪役令嬢なのでラスボスを飼ってみました（ジャスパー・バリエ）
- BLEACH 千年血戦篇（2022年 - 2024年、茶渡泰虎） - 3シリーズ
- 魔入りました!入間くん（2022年 - 2023年、オロバス・ココ）

2023年
- NieR:Automata Ver1.1a（2023年 - 2024年、ポッド042、月面人類会議） - 2シリーズ
- 魔王学院の不適合者 II 〜史上最強の魔王の始祖、転生して子孫たちの学校へ通う〜（2023年 - 2024年、イージェス・コード） - 2シリーズ
- 魔術士オーフェンはぐれ旅 シリーズ（謎の声、ジャック） - 2シリーズ
- うる星やつら (2022)（ナレーション）
- 彼女が公爵邸に行った理由（ニック・マダックス）
- カワイスギクライシス（バトル・スウォンク）
- 呪術廻戦 懐玉・玉折/渋谷事変（孔時雨）
- デキる猫は今日も憂鬱（諭吉）
- てんぷる（男友達B）
- 悲劇の元凶となる最強外道ラスボス女王は民の為に尽くします。（ロデリック・ベレスフォード）
- 葬送のフリーレン（クヴァール）
- ひろがるスカイ!プリキュア（竜族）
- MFゴースト（2023年 - 2024年、石神風神） - 2シリーズ
- ゴブリンスレイヤーII（宮廷魔術師）
- アンデッドアンラック（2023年 - 2024年、クリード）
- シャドウバースF（2023年 - 2024年、エルデ）

2024年
- 佐々木とピーちゃん（ミュラー子爵）
- 30歳まで童貞だと魔法使いになれるらしい（朝比奈）
- メタリックルージュ（グラウフォン・ベルグ）
- 最弱テイマーはゴミ拾いの旅を始めました。（リックベルト）
- 魔女と野獣（処刑人）
- キン肉マン 完璧超人始祖編（2024年 - 2025年、バッファローマン） - 2シリーズ
- なぜ僕の世界を誰も覚えていないのか?（バルムンク）
- メカウデ（ナオヒト）
- BEYBLADE X（2024年 - 2025年、剛轟イワオ）

2025年
- 魔法使いの約束（ヴィンセント）
- るろうに剣心 -明治剣客浪漫譚- 京都動乱（荒戸流作）
- 空色ユーティリティ（風祭大悟）
- SAKAMOTO DAYS（豹） - 2シリーズ
- 魔神創造伝ワタル（サバイ・バル）
- 機動戦士Gundam GQuuuuuuX（バスク・オム）
- ネクロノミ子のコズミックホラーショウ（チクタクマン、ゲームマスター）
- クレバテス-魔獣の王と赤子と屍の勇者-（ドレル）
- 美男高校地球防衛部ハイカラ!（キャン）
- ニャイト・オブ・ザ・リビングキャット（タニシ）
- 強くてニューサーガ（ゼントス）
- 怪獣8号（長谷川エイジ）
- まったく最近の探偵ときたら（ブロント、スネークガール）
- Dr.STONE SCIENCE FUTURE（ブロディ・ダドリー）

### 劇場アニメ
2003年
- 犬夜叉 天下覇道の剣

2005年
- ロックマンエグゼ 光と闇の遺産（カーネル）

2006年
- 劇場版BLEACH MEMORIES OF NOBODY（茶渡泰虎）

2007年
- いぬかみっ! THE MOVIE 特命霊的捜査官・仮名史郎っ!（変態A）
- 劇場版BLEACH The DiamondDust Rebellion もう一つの氷輪丸（茶渡泰虎）

2008年
- 劇場版 空の境界 第三章 痛覚残留（リーダー）
- HELLS ANGELS（門番男）

2009年
- 仏陀再誕－The REBIRTH of BUDDHA（金本得三）

2010年
- 銀幕ヘタリア Axis Powers Paint it, White（白くぬれ!）（ドイツ）
- 劇場版BLEACH 地獄篇（茶渡泰虎）
- 超電影版SDガンダム三国伝 〜Brave Battle Warriors〜（関羽ガンダム）

2011年
- 手塚治虫のブッダ -赤い砂漠よ!美しく-

2012年
- 映画 スマイルプリキュア! 絵本の中はみんなチグハグ!（牛魔王）
- 劇場版ポケットモンスター ベストウイッシュ キュレムVS聖剣士 ケルディオ（テラキオン）

2013年
- AURA 〜魔竜院光牙最後の闘い〜（山本）
- キャプテンハーロック -SPACE PIRATE CAPTAIN HARLOCK-
- サカサマのパテマ（ジャク）

2014年
- モーレツ宇宙海賊 ABYSS OF HYPERSPACE -亜空の深淵-（ショウ）

2015年
- 劇場版 弱虫ペダル（金城真護）
- BORUTO -NARUTO THE MOVIE-（キンシキ）

2017年
- 劇場版 ソードアート・オンライン（2017年 - 2022年、エギル） - 3作品
- 劇場版 FAIRY TAIL -DRAGON CRY-（エルフマン・ストラウス）

2018年
- 詩季織々「小さなファッションショー」（スティーブ）
- 宇宙の法—黎明編—（ゲオパルド）

2019年
- 映画 この素晴らしい世界に祝福を!紅伝説（デュラハン）

2020年
- 囀る鳥は羽ばたかない The clouds gather（影山莞爾）
- WAVE!!〜サーフィンやっぺ!!〜（店長） - 3部作 / 2021年にテレビアニメ（完全版）が放送
- 劇場版 Fate/Grand Order -神聖円卓領域キャメロット-（2020年 - 2021年、アグラヴェイン） - 前後編

2024年
- 僕のヒーローアカデミア THE MOVIE ユアネクスト（五代目・万縄大悟郎）
- クレヨンしんちゃん オラたちの恐竜日記（バブル・オドロキー）

### OVA
2005年
- おとぎ銃士 赤ずきん（スパイダーファング）
- 鴉 -KARAS-（カメラマン）
- 警察戦車隊 TANK S.W.A.T（賀津警視）
- スクールランブル 一学期補習（東郷雅一、中学の先生）

2006年
- BALDR FORCE EXE RESOLUTION（研究員）
- HELLSING（グール）
- マリア様がみてる 3rdシーズン（花寺学院生徒）
- 蜜×蜜ドロップス（先生）

2007年
- テイルズオブシンフォニア THE ANIMATION シルヴァラント編（ディザイアンA、飛竜手配屋）
- 茄子 スーツケースの渡り鳥（マッサー）

2008年
- THE IDOLM@STER LIVE FOR YOU! オリジナルアニメDVD（パイロット）
- シャイナ・ダルク 〜黒き月の王と蒼碧の月の姫君〜（ヴィンセント・ルーン・バトラー）
- スクールランブル 三学期（東郷雅一）
- ストリートファイターIV〜新たなる絆〜（ガイル）

2009年
- 異世界の聖機師物語（ババルン・メスト）
- きグルみっく☆V3 -ベストエピソードコレクション-（モカ、部下B）

2010年
- 機動戦士ガンダムUC（ワッツ・ステップニー）
- スーパーストリートファイターIV（ガイル）※Xbox 360版限定特典アニメ

2011年
- エア・ギア 黒の羽と眠りの森 -Break on the sky-（ファルコ）
- 祝福のカンパネラOVA（ゴーレム）
- FAIRY TAIL（エルフマン・ストラウス）

2012年
- 乃木坂春香の秘密 ふぃな〜れ♪（竹浪）

2013年
- アイアンマン：ライズ・オブ・テクノヴォア（ジェームズ・ローディ・ローズ）
- 参乗合体 トランスフォーマーGo!（ガンオウ）

2014年
- 新テニスの王子様 OVA vs Genius10（平等院鳳凰）

2015年
- 黒執事 Book of Murder（アグニ）
- 鬼灯の冷徹 OADシリーズ（2015年 - 2020年、鬼灯）
- 弱虫ペダル SPARE BIKE（金城真護）

2016年
- クイーンズブレイド グリムワール

2017年
- 美男高校地球防衛部LOVE!LOVE!LOVE!（ズンダー、ダダチャ）

2018年
- イナズマイレブン Reloaded（クラリオ・オーヴァン）

2019年
- ハイスコアガール（ガイルさん、胃潰瘍）

2020年
- ACCA13区監察課 Regards（パイン）
- ストライク・ザ・ブラッド IV（大倉山獅童）

2021年
- 魔法使いの嫁 西の少年と青嵐の騎士（スプリガン） - コミックス第16巻 - 18巻アニメーションDVD付き特装版

2024年
- コードギアス 奪還のロゼ（ノーランド・フォン・リューネベルク）

### Webアニメ
2009年
- ヘタリアシリーズ（2009年 - 2021年、ドイツ、ナレーション、ドイツ猫、有識者） - 7シリーズ
- やんやんマチコ（セーラ）

2011年
- 武装中学生（トーチ）

2018年
- イナズマイレブン リローデッド（クラリオ・オーヴァン）

2020年
- ニンジャラ エピソード0 ニンジャガム誕生（ロン）
- ニンジャラ 美しき侵入者（ロン）

2022年
- BASTARD!! -暗黒の破壊神-（2022年 - 2023年、ガラ） - 2シリーズ
- 可愛いたぬきも楽じゃない（タヌキ〈ポン吉〉）

2023年
- PLUTO（モンブラン）
- 魁!!令和の男塾（2023年 - 2024年、剣浦島太郎、毒島教官、柴田、王大人、漆黒社畜）

2024年
- じゃんたま カン!!（斎藤治、店主、ヤクザ達）

### ゲーム
2004年
- 黄泉がえり 〜リフレイン〜（矢沢竜一）

2005年
- アニマムンディ 終りなき闇の舞踏（悪魔メフィスト・フェレス）
- 新紀幻想スペクトラルソウルズII（アンクロワイヤー）
- BLEACH（茶渡泰虎）
  - 選ばれし魂〜
  - 紅に染まる尸魂界
  - 黄昏にまみえる死神

- BLEACH 〜ヒート・ザ・ソウル〜（2005年 - 2010年、佐渡泰虎） - 7作品
- 水の旋律（加々良真秋）
- ロックマンエグゼ5DS ツインリーダーズ（カーネル）

2006年
- ぷよぷよ! Puyopuyo 15th anniversary（ぞう大魔王）
- BLEACH（茶渡泰虎）
  - 放たれし野望
  - ブレイド・バトラーズ
  - 蒼天に駆ける運命
  - 白刃きらめく輪舞曲

- ブレイジングソウルズ（レ・グェン / ハイデベルグ）

2007年
- SDガンダム GGENERATION（2007年 - 2025年、ダグ・シュナイド、ワッツ・ステップニー、エイブラム・M・ラムザット〈WORLD - 〉、コード・フェニックス、マイキャラクター男性〈GENESIS・CROSSRAYS〉 他） - 6作品
- GUILTY GEAR 2 OVERTURE（レイヴン）
- セイント・ビースト 〜螺旋の章〜（妖魔ライ）
- BLEACH（茶渡泰虎）
  - ブレイド・バトラーズ2nd
  - 黒衣ひらめく鎮魂歌

- プリンセスナイトメア（ブラド・ドラクレア伯爵）

2008年
- エーデルブルーメ（ヴィクトル・フリードリヒ）
- GUILTY GEAR XX Λ CORE PLUS（ストーリーモードのナレーション、クロウ）
- ストリートファイターIV（ガイル）
- ソラユメ（ウァサゴ）
- タツノコ VS. CAPCOM CROSS GENERATION OF HEROES（アレックス）
- BLEACH（茶渡泰虎）
  - ソウル・カーニバル
  - The 3rd Phantom

- 放課後は白銀の調べ（蛇蝎）
- 無双OROCHI 魔王再臨（伏犠）

2009年
- カヌチ 黒き翼の章（アメツネ・リアグ）
- スターオーシャン4 -THE LAST HOPE-（バッカス / バッカス・D-79）
- ソラユメ portable（ウァサゴ）
- 断罪のマリア（ダークネス）
- Dear Girl〜Stories〜 響 響特訓大作戦!（ジュンヤ〈樹淳也〉）
- デス・コネクション（グロリア）
- 桃華月憚 〜光風の陵王〜（橘左近）
- BLEACH ソウル・カーニバル2（茶渡泰虎）
- Halo Wars（ジョン・フォージ軍曹）
- Million knights Vermilion（スマイル）
- 無双OROCHI Z（伏犠）

2010年
- あすか! 〜僕ら星灯高校野球団〜（森端琉生）
- クロヒョウ 龍が如く新章（鷲尾勇）
- コール オブ デューティ ブラックオプス（グリゴリー・ウィーヴァー）
- サモンナイトグランテーゼ 滅びの剣と約束の騎士（ヒルギス）
- 祝福のカンパネラ Portable（ナーガン・メイクラフト）
- スーパーストリートファイターIV（ガイル）
- スカーレッドライダーゼクス（グランバッハ）
- スターオーシャン4 -THE LAST HOPE- INTERNATIONAL（バッカス / バッカス・D-79）
- STORM LOVER（酉水司）
- ニーア・レプリカント（郵便配達員、P33）
- FAIRY TAIL PORTABLE GUILD（エルフマン・ストラウス）
- 猛獣使いと王子様（クラウス）
- ラストランカー（タイロン）

2011年
- 学園ヘタリア Portable / DS（ドイツ） - 2作品
- 源×平学園合戦録（キーちゃん）※GREE ゲーム
- 最後の約束の物語（レクレウル）
- スカーレッドライダーゼクス -STARDUST LOVERS-（グランバッハ）
- STORM LOVER 夏恋!!（ナツコイ）（酉水司）
- 第2次スーパーロボット大戦Z 破界篇 / 再世篇（アイム・ライアード）
- Deus Ex:Human Revolution（アダム・ジェンセン）
- デス・コネクション ポータブル（グロリア）
- 遙かなる時空の中で5（高杉晋作）
- マザーグースの秘密の館（ヴィンセント＝ノーブル）
- 無双OROCHI 2（伏犠）
- 猛獣使いと王子様 〜Snow Bride〜（クラウス）
- 猛獣使いと王子様 Portable（クラウス）

2012年
- アスラズ ラース（アスラ）
- カースド クルセイド（死神）
- 機動戦士ガンダムAGE ユニバースアクセル / コズミックドライブ（デレク・ジャックロウ）
- グリム・ザ・バウンティハンター（ブレーメン＝マルシュ）
- ケイオスリングスII（アラキ）
- スーパーダンガンロンパ2 さよなら絶望学園（弐大猫丸）
- スカーレッドライダーゼクスI + FD ポータブル（グランバッハ）
- STORM LOVER 快!!（酉水司）
- ストリートファイター X 鉄拳（ガイル）
- 断罪のマリア 〜ラ・カンパネラ〜（ダークネス）
- Dies irae 〜Amantes amentes〜（トバルカイン、ゲッツ・フォン・ベルリッヒンゲン）
- バイオハザード オペレーション・ラクーンシティ（カルロス・オリヴェイラ）
- 遙かなる時空の中で5 風花記（高杉晋作）
- FAIRY TAIL ゼレフ覚醒（エルフマン・ストラウス）
- BLAZBLUE CHRONOPHANTASMA（アズラエル）
- 無双OROCHI2 Special（伏犠）
- 無双OROCHI2 Hyper（伏犠）
- 迷宮塔路レガシスタ（シャウト）
- 猛獣使いと王子様 〜Snow Bride〜 Portable（クラウス）
- 龍が如く5 夢、叶えし者（相沢聖人）

2013年
- 英雄伝説 閃の軌跡（ヴィクター・S・アルゼイド子爵）
- 神咒神威神楽 曙之光（大獄）
- 境界線上のホライゾン PORTABLE（弘中・隆包）
- 月英学園 -kou-（田中太郎）
- CONCEPTIONII 七星の導きとマズルの悪夢（リオッド）
- ジョジョの奇妙な冒険 オールスターバトル（リンゴォ・ロードアゲイン）
- スーパーロボット大戦UX（関羽ガンダム）
- STORM LOVER 2nd（酉水司）
- ソードアート・オンライン -インフィニティ・モーメント-（エギル）
- ダンガンロンパ1・2 Reload（弐大猫丸）
- 断罪のマリア Complete Edition（ダークネス）
- 超速変形ジャイロゼッター アルバロスの翼（ダイモン）
- ドラゴンズクラウン（ウィザード）
- Dragon's Dogma Dark Arisen（メイソン）
- NARUTO -ナルト- 疾風伝 ナルティメットストーム3（ハン）
- 無双OROCHI2 Ultimate（伏犠）
- 嫁コレ（高杉晋作）
- ファイナルファンタジーXIV:新生エオルゼア（ラウバーン・アルディン）

2014年
- ウルトラストリートファイターIV（ガイル）
- 英雄伝説 閃の軌跡 II（ヴィクター・S・アルゼイド子爵）
- 乖離性ミリオンアーサー
- GUNS N' SOULS
- 機動戦士ガンダム外伝 ミッシングリンク（ダグ・シュナイド）
- グランブルーファンタジー（2014年 - 2023年、ジン、ゴリマッチョ、ティターン）
- 神撃のバハムート（バルト、ジェイク）
- ソードアート・オンライン -ホロウ・フラグメント-（エギル）
- 第3次スーパーロボット大戦Z 時獄篇（イズモ・カムロギ）
- NARUTO -ナルト- 疾風伝 ナルティメットストームレボリューション（ハン）
- にゃんらぶ〜私の恋の見つけ方〜（冨士本祥吾）
- 幕末Rock（井伊直弼）
- 幕末Rock 超魂（井伊直弼）
- プリPia〜プリンスPia♥キャロット〜（的場大地）
- プリンスPia♥キャロット（的場大地）
- MIRROR WAR Reincarnation of Holiness（ゾンビファイター、ダークプリースト）
- 龍が如く 維新!（原田左之助）
- モンスターハンター4G（筆頭ランサー、男性ハンターボイス20番）

2015年
- アルスラーン戦記×無双（キシュワード）
- ECHO OF SOUL（ウォーリア）
- KLAP!! 〜Kind Love And Punish〜（日向忍）
- ゴッドイーター2 レイジバースト（アイザック・フェルドマン）
- ザクセスヘブン リベリオン（政宗菊一）
- ジョジョの奇妙な冒険 アイズオブヘブン（リンゴォ・ロードアゲイン）
- 白猫プロジェクト（オウガ・ザ・ドレッドレオン）
- ソードアート・オンライン -ロスト・ソング-（エギル）
- ドラゴンズドグマ オンライン（ゲルト、男性メインポーン〈追加DLC〉）
- 遙かなる時空の中で6（里谷村雨）
- 干物妹!うまるちゃん 〜干物妹!育成計画〜（本場猛）
- フューチャーカード バディファイト 友情の爆熱ファイト!（ジャックナイフ・ドラゴン）
- ぷよぷよ!!クエスト（2015年 - 2019年、ぞう大魔王、アージス）
- 猛獣使いと王子様 〜Flower & Snow〜（クラウス）
- モンスターハンター エクスプロア（バーヴェル）
- 弱虫ペダル 明日への高回転（金城真護）
- リリーと魔神の物語（ガウディ、街人A）

2016年
- アラド戦記（ダークナイト）
- エンドライド-X fragments-（ゴグルガン）
- GUILTY GEAR Xrd -REVELATOR-（レイヴン）
- 三国志大戦(第2期)（関羽、ほか）
- Shadowverse（2016年 - 2019年、サムライ、マヘス、刃の魔術師、セタス、破壊の狂信者、異端なる冥獣、双刃の魔剣士）
- ストリートファイターV（ガイル）
- Deus Ex: Mankind Divided（アダム・ジェンセン）
- 7'scarlet（烏丸チカゲ）
- ソードアート・オンライン -ホロウ・リアリゼーション-（エギル）
- Dies irae 〜Interview with Kaziklu Bey〜（ゲッツ・フォン・ベルリッヒンゲン）
- NARUTO -ナルト- 疾風伝 ナルティメットストーム4（ハン）
- ブラックローズサスペクツ（ネイソン・グレイ）
- ブレス オブ ファイア6 白竜の守護者たち（ギリアム）
- ドラゴンクエストヒーローズII 双子の王と予言の終わり（ハッサン）
- ノラネコと恋の錬金術（フォーン）
- 遙かなる時空の中で6 幻燈ロンド（里谷村雨）
- 消滅都市2（チーフ〈黒コートの男〉）

2017年
- スーパーロボット大戦V（ワッツ・ステップニー）
- ニーア オートマタ（ポッド042）
- ドラゴンクエストヒーローズI・II for Nintendo Switch（ハッサン）
- アクセル・ワールド VS ソードアート・オンライン 千年の黄昏（エギル）
- フューチャーカード バディファイト 目指せ!バディチャンピオン!（ジャックナイフ・ドラゴン）
- 保険ヒーローMARINE（リスクーン）
- KLAP!! 〜Kind Love And Punish〜 Fun Party（日向忍）
- ウルトラストリートファイターII -The Final Challengers-（ガイル）
- キャプテン翼 〜たたかえドリームチーム〜（ブローリン）
- IMPLOSION（ナポレオン）
- 英雄伝説 閃の軌跡 III（ヴィクター・S・アルゼイド子爵、黒のアルベリヒ）
- いただきストリート ドラゴンクエスト&ファイナルファンタジー 30th ANNIVERSARY（ハッサン）
- スターオーシャン4 -THE LAST HOPE- 4K & Full HD Remaster（バッカス / バッカス・D-79）
- パシャ★モン（ライ）
- オトメ勇者（スカー）
- アナザーエデン 時空を超える猫（ロキド、ロベーラ）
- ドラゴンクエストライバルズ（ハッサン）

2018年
- ガンダムバーサス（ダグ・シュナイド）
- ソードアート・オンライン フェイタル・バレット（エギル）
- ドラゴンズクラウン・プロ（ウィザード）
- グラフィティスマッシュ（ラース）
- ファイアーエムブレム ヒーローズ（ラガルト）
- 一血卍傑-ONLINE-（勇利）
- アークザラッド R（イーガ）
- 殺し屋とストロベリー（ヨダカ）
- 英雄伝説 閃の軌跡IV -THE END OF SAGA-（黒のアルベリヒ、ヴィクター・S・アルゼイド子爵）
- 無双OROCHI 3（伏犠）
- ソウルキャリバーVI（ポッド042） - DLC追加キャラクター
- 共闘ことばRPG コトダマン（2018年 - 2024年、ンカムイデア、ヴィランスロット、エムドレッド、ルーレットゥポーン、コーパ、カムイアカツキ、サロスキッド、ケイジトリー、コウ鈺将カムイ、ド鍋ンジャーズ、ワンターンキ龍、イアツ、テイオウ関ウ、ノーワード、アズール、デュラハン）
- 大乱闘スマッシュブラザーズ SPECIAL（ガイル）
- ダイダロス: ジ・アウェイクニング・オブ・ゴールデンジャズ（マーキス）
- ブラッドステインド:リチュアル・オブ・ザ・ナイト（斬月）
- ライブラリークロスインフィニット（グレン）

2019年
- JUMP FORCE（カイン）
- スターオーシャン:アナムネシス（バッカス・D-79）
- デッド オア アライブ6（ディエゴ）
- 鬼灯の冷徹 〜地獄のパズルも君次第〜（鬼灯）
- DAEMON X MACHINA（クロウ）
- エースコンバット7 スカイズ・アンノウン（マティアス・トーレス）
- 魔法使いの約束（ヴィンセント）
- スーパーロボット大戦DD（ブラド）

2020年
- ポーカースタジアム（ブライアン）
- Kick-Flight（ディアトリウス）
- この素晴らしい世界に祝福を! ファンタスティックデイズ（ベルディア）
- バイオハザード RE:3（カルロス・オリヴェイラ）
- 遙かなる時空の中で7（柳生宗矩）
- イケメン王子 美女と野獣の最後の恋（ジン＝グランデ）
- テイルズ オブ クレストリア（オウレン・グランバーグ）
- 英雄伝説 創の軌跡（ヴィクター・S・アルゼイド子爵）
- BLEACH Soul Rising（茶渡泰虎）
- THE KING OF FIGHTERS for GIRLS（ゲーニッツ）

2021年
- ブレイブリーデフォルトII（ガラハード・ケリー）
- 機動戦士ガンダム エクストリームバーサス2（2021年 - 2025年、ダグ・シュナイド） - 3作品
- サンクタス戦記-GYEE-（ビジール）
- ニーア・レプリカント ver.1.22474487139...（白の書、郵便配達員、P-33）
- モンスターストライク（2021年 - 2024年、茶渡泰虎、カロン）
- Gate of Nightmares（グラン）
- Voice of Cards ドラゴンの島（ゲームマスター）
- グランサガ（ウィン）

2022年
- 夢職人と忘れじの黒い妖精（カミュ）
- 冤罪執行遊戯ユルキル（岡恵一）
- マフィア42（獣人）
- ライブアライブ（ゴリ、マックス・モーガン、魔王、デスプロフェット）
- ジョジョの奇妙な冒険 オールスターバトルR（リンゴォ・ロードアゲイン）
- ノーモア★ヒーローズ3（ネイティブダンサー、Mr.ブラックホール）
- タクティクスオウガ リボーン（バルバス・ダド・グース）
- ドラゴンクエスト トレジャーズ 蒼き瞳と大空の羅針盤（レオヴァン隊長、マドハンド族、ドラキー族、さまようよろい族、ゴーレム族）
- アークナイツ（ツェルニー）

2023年
- 龍が如く 維新！ 極（原田左之助）
- クイズRPG 魔法使いと黒猫のウィズ（スクライブ）
- ライブ・ア・ヒーロー!（ツネアキ）
- スタンドマイヒーローズ（佐々円）
- 崩壊:スターレイル（スヴァローグ）
- ストリートファイター6（ガイル）
- 結合男子（清硫十六夜）
- アーマード・コアVI ファイアーズオブルビコン（オーネスト・ブルートゥ、COM音声）
- ドラゴンクエストモンスターズ3 魔族の王子とエルフの旅（ジンマー将軍）

2024年
- リバース:1999（シャーマィン）
- グランブルーファンタジー ヴァーサス -ライジング-（ポッド042） - DLC追加キャラクター
- ライドカメンズ（マイタス）
- 護縁（キュウゴウ）
- 魔導物語 フィアと不思議な学校（ぞう大魔王）

2025年
- BLEACH Rebirth of Souls（茶渡泰虎）
- PROGRESS ORDER（ザン）
- BYAKKO ～四神部隊炎恋記～（神崎宗十郎）
- 牧場物語 Let's!風のグランドバザール（フェリックス）

### ドラマCD
- 愛ある罵倒（飼い主）
- アニマムンディ 終りなき闇の舞踏シリーズ（悪魔メフィスト・フェレス）
  - 親友編 遠き日の記憶
  - 暗黒編 結社の狂宴
  - 王宮編 反逆の警鐘
- Vassalord. Act.II（マチアス）
- ヴァンパイア騎士 ピュアブラッドCD-PACK（夜刈十牙）※『LaLa』2010年2・3月号全員サービス
- 歌姫（ジェス）
- EREMENTAR GERAD -蒼空の戦旗-（エディルガーデン総統）
- 冤罪執行遊戯ユルキル（岡恵一）※パッケージ版早期購入特典
- おとぎ銃士 赤ずきん ドラマ&サウンドトラックアルバム 第一、三章（エセル）
- 乙女系ドラマCD 結局オレらの誰が好きなの!? 生徒会編（桐嶋）
- キミとWonder★Kiss! ドラマCD 〜ようこそ!愛と幻想のワンダーランドへ!〜（ジョー〈田丸丈太郎〉）
- 狂乱家族日記（乱崎帝架）
- GOOD LUCK HUNTER〜幸運の狩人〜（ブル）
- CLASH! 〜Strange Detectives〜 Vol.1（合田剛士）
- 劇場版 Fate/Grand Order -神聖円卓領域キャメロット- 後編 Paladin; Agateram 豪華版パンフレット付属「Character Radio CD」（2021年、アグラヴェイン）
- 月刊少女野崎くん（野崎梅太郎[326]）
- ケモノキングダム 〜ZOO〜（カンガルー）
- 幸福喫茶3丁目（レストラン店長・カメラマン）
- 最遊記異聞 第壱巻（桃醍[327]）
- SAMURAI DEEPER KYO -キョウ- 陰陽殿への扉編 第四巻 『朱雀対鶺鴒』（根津甚八）
- 三国志LOVERS ドラマCD3 呉編（孫策）
- JIHAI〜磁海〜 シリーズ（ディスフィールド）
  - JIHAI〜磁海〜
  - JIHAI〜磁海〜 Second Code
  - JIHAI〜磁海〜 Third World
  - JIHAI〜磁海〜 Another Pain
- 聖痕のクェイサー 〜皇女の卵〜（2007年、ワシリエフ）
- 聖闘士星矢EPISODE.G 11（ポントス）※ドラマCD付初回限定特装版
- 戦国武友伝 弐の巻〜光芒の絆〜（北条氏照）
- di［e］ce-ダイス- 〜タイムリミット〜（武田洋介）
- デルフィニア戦記（ノラ=バルロ）
- ドルアーガの塔 シリーズ（ウトゥ）
  - ドルアーガの塔 〜the spoon of URUK〜
  - ドルアーガの塔 〜the fork of URUK〜
- ナヴァグラハ -DefenD 9 Triggers-（錦野ハマー[328]）※コミックス第2巻ドラマCD付き特装版
- にゃんらぶ〜私の恋の見つけ方〜 スペシャルドラマCD（冨士本祥吾）※イベント限定販売[329]
- ぬらりひょんの孫（青田坊）
- 乃木坂春香の秘密（竹浪）
- パラ☆ラボ 放送局 ドラマ&DJCD 第1巻（五ヶ瀬皇貴）
- 遙かなる時空の中で5 夜明け前 弐（高杉晋作）
- 風水天戯（趙子風）
- ヘタリア（ドイツ）
  - ドラマCD ヘタリア×羊でおやすみシリーズ Vol.2（ドイツ）
- ヘルズキッチン（榊始）
- 方言恋愛2 京都府・山口県 第4話「山口県」（中津川義人）
- 水の旋律 〜夢想組曲〜（加々良真秋）
- 名作文学（笑）シリーズドラマCD「ヤブノナカ」（金沢武弘）
- 猛獣使いと王子様 シリーズ（クラウス）
  - 猛獣使いと王子様 ドラマCD 〜最強の花婿大作戦〜
  - 猛獣使いと王子様 〜Snow Bride〜 ドラマCD 〜想い出の花〜
  - 猛獣使いと王子様 ドラマCD 〜パン屋☆パニック!〜[330]
- ヤミと帽子と本の旅人 Extra Book 2 -迷宮の行方-
- 百合男子 ドラマCD（桜ヶ丘健司）
- 楽園のうた ドラマCD 第1巻（桜庭豪〈メイク〉）
- 若草物語 -紙ヒコーキに乗って-（ハンナ）
- わたしのお嬢様 ※「メイド服のお嬢様編」下巻に同梱
- わるもの（笑）シリーズ ドラマCD 「狼はつらいよ」（子ヤギ）

### BLCD
- 愛だろ、愛!! -山田ユギバンブーセレクションCD-「我が家は楽し」（晃太）
- 愛と欲望は学園で4（生徒）
- 1円の男（木島鉄郎）
- いとしのテディ♥ボーイ（生徒2）
- ウサギ狩り（狩野宗司）
- 王子様 シリーズ（宮田深緑）
  - 王子様の刻印
  - 王子様の正妃
- 御曹司の口説き方（宝生虎之介 / 攻め）
- カテドラル シリーズ（孝志）
  - カテドラルな恋
  - カテドラルな束縛
- 傷だらけの愛羅武勇（上坂要）
- きまぐれなパール（部員）
- キレパパ。（男1）
- クリムゾン・スペル（ハルセレン）
- 黒い竜は二度誓う（ジェイド）
- コイノイロ（元カレ）
- 交渉人 シリーズ（鵜沢万里雄）
  - 交渉人は黙らない
  - 交渉人は疑わない
- 傲慢で一途な欲望（室生周正）
- 国民的スターに恋してしまいました（樫原）
- 虎穴ダイニング（日向 / 攻め[331]）
- ご主人様と犬 1・2（鎧王上総）
- ごめんなさいと言ってみろ（久々野）
- こんな男は愛される（蘇根川烈）
  - 愛の言葉も知らないで（蘇根川烈）
- 囀る鳥は羽ばたかない（影山[332]）
- SASRA2（アンドレアス）
- 砂楼の花嫁（イズディハール）
- 獣人オメガバース シリーズ（ルアード）
  - ペンデュラム -獣人オメガバース-
  - レムナント -獣人オメガバース-
- スローリズム（木田修二）
- センチメンタル・セクスアリス（真部仙介 / 攻め）
- 空に響くは竜の歌声（タンレン）
- 男子迷路（大貫まさみ[333]）
- チョコレートのように（梶本）
- DEADLOCK シリーズ（ディック）
  - DEADLOCK
  - DEADHEAT
  - DEADSHOT
  - SIMPLEX DEADLOCK外伝
- デビルズハニー（瀬戸大貴）
- 手を伸ばせばはるかな海（山下）
- 透過性恋愛装置（牧田和巳 / 攻め）
- 同人シリーズ（尾崎誠吾）
  - 同人に恋して
  - 同人に夢みて
  - 同人で感じて
- 都立魔法学園（デーデル）
- DOLCE（森永進）
- 啼けない鳥（賀野瑛介）
- 梨園の貴公子（藤村虎之介）
- 難攻不落な君主サマ（鷹野宗二郎）
- 新妻刑事（三条純一郎）
- ねじれたEDGE（山岡）
- 熱情の檻で眠れ（王丸総一郎）
- 伸るか反るか（北條高宗）
- 春を抱いていた4（記者）
- ひとり占めセオリー（高尾）
- プリティ・ベイビィズ（伊吹）
- 僕の先輩（二宮三郎 / 攻め）
- 身代わり王子の純愛（チヤベス少将）
- Mr.シークレットフロア〜小説家の戯れなひびき〜（白波瀬鷹）
- 妄想エレキテル 1・2（本木文博）
- 野球天国（江坂）
- やたもも（須田）
- 四号×警備―シングル・マインド―（土佐景則）
- 龍と竜（高科次郎）
- 忘れないでいてくれ（秦野道也）

### 吹き替え

#### 担当俳優
オマール・シー
- ジュラシック・ワールドシリーズ（2015年 - 2022年、バリー）
  - ジュラシック・ワールド ※劇場公開版
  - ジュラシック・ワールド/新たなる支配者

- Lupin/ルパン（2021年、アサン・ディオプ）

ジェイソン・モモア
- DCエクステンデッド・ユニバース（2017年 - 2024年、アーサー・カリー / アクアマン）
  - ジャスティス・リーグ
  - アクアマン
  - ジャスティス・リーグ:ザック・スナイダーカット
  - ザ・フラッシュ
  - アクアマン/失われた王国

- ワイルド・ブレイブ（2019年、ジョー・ブレイブン）
- スイートガール（2021年、レイ・クーパー）
- DUNE/デューン 砂の惑星（2021年、ダンカン・アイダホ）
- スランバーランド（2022年、フリップ）
- ワイルド・スピード/ファイヤーブースト（2023年、ダンテ）
- フォールガイ（2024年、トム代役）
- マインクラフト/ザ・ムービー（2025年、ギャレット・ギャリソン）

#### 映画
- 百万長者の初恋（2006年、ミョンシク〈イ・ハンソル〉）
- ホテル・ルワンダ（2006年、ジョルジュ・ルタガンダ〈ハキーム・ケイ＝カジーム〉）
- 山猫は眠らない2 狙撃手の掟（2007年）※テレビ東京版
- 鉄板英雄伝説（2007年、P.ディディ・フォーン）
- ジャン＝クロード・ヴァン・ダム ザ・コマンダー（2010年、'グニー'アール・ダーネル一等軍曹〈ラザーク・アドティ〉）
- キャリー（2013年、ビリー・ノーラン〈アレックス・ラッセル〉[348]）
- ジュピター（2015年、ケイン・ワイズ〈チャニング・テイタム〉[349]）
- ミュータント・ニンジャ・タートルズ:影〈シャドウズ〉（2016年、バーテンダー〈ディーン・ウィンタース〉[350]）
- ヤング・アダルト・ニューヨーク（2016年、ジェイミー〈アダム・ドライバー〉）
- キャプテン・マーベル（2019年、ブロン・チャー〈ルーン・タムティ〉[351]）
- ムーラン（2020年、ポー〈ドゥア・モーア〉[352]）
- ピーターラビット2/バーナバスの誘惑（2021年、ナイジェル〈デヴィッド・オイェロウォ〉[353]）
- 007/ノー・タイム・トゥ・ダイ（2021年、プリモ〈ダリ・ベンサーラ〉[354]）
- インディ・ジョーンズと運命のダイヤル（2023年、ハウケ〈オリヴィエ・リヒタース〉[355]）

#### ドラマ
- イーストエンドの魔女たち（アダム・ノーブル〈ジェイソン・ジョージ（英語版）〉）
- 宇宙船レッド・ドワーフ号（ズラース〈ゲイリー・キャディ〉）
- ウルトラバイオレット&ブラックスコーピオン（クルース）
- グルメ探偵 ネロ・ウルフ（クレイマー警視）
- コールドケース7 ザ・ファイナル #13（トゥトゥ〈リック・ゴンザレス〉）
- ジェリコ 〜閉ざされた街〜
- CITY ON A HILL/罪におぼれた街（デコーシー・ワード〈オルディス・ホッジ〉[356]）
- ステーション・イレブン（預言者〈ダニエル・ゾヴァット〉[357]）
- チャームド 〜魔女3姉妹〜 シーズン7（ラントス）
- DOC あすへのカルテ（アンドレア・ファンティ〈ルカ・アルジェンテーロ〉[358]）
  - DOC2 あすへのカルテ[359][注 1]
- ハリー・パーマー 国際諜報局（ハリー・パーマー〈ジョー・コール〉[360]）
- ホワイトカラー
  - シーズン2 #2（ロバート・バロウ〈ロバート・ファリア〉）
  - シーズン5 #13、ファイナル・シーズン #1（ジム・ブース〈トビー・レナード・ムーア（英語版）〉）
- マーズ 火星移住計画（ロバート・フーコー）
- リプレイスメント 〜全てを奪う女〜（キーラン・リース〈ナヴィーン・チャウドリー〉）
- レッド・エレクション（アダム〈ジェームズ・ダーシー〉[361]）

#### アニメ
- ザ・バットマン（2005年、ベイン）
- バットマン:ブレイブ&ボールド（2009年、ブロンズタイガー）
- ANISAVA（2016年、ザック[362]）
- スモールフット（2018年、ソープ[363]）
- 弱虫スクービーの大冒険（2020年、ダイノマット[364]）
- パウ・パトロール ザ・ムービー（2021年、ガス[365]）
- 私ときどきレッサーパンダ（2022年、ジン[366]）
- マスターオブスキル For the GLORY（2023年、呉雪峰[367]）
- LEGO スター・ウォーズ/リビルド・ザ・ギャラクシー（2024年、メイス・ウィンドゥ）

#### テレビ番組
- ランニング・ワイルド WITH ベア・グリルス 2 #1（アンソニー・マッキー〈本人〉[368]）

### デジタルコミック
- VOMIC ぬらりひょんの孫（2009年、青田坊）
- Beeマンガ ドラゴン桜（2010年、桜木建二）
- ちゃおチャンネル うちの犬が子ネコ拾いました。（2021年、ペリタス[369]）
- ヤンジャン漫画TV 荒野の牧夫（2022年、牧夫[370]）
- 新訳 婚約破棄された令嬢は野獣辺境伯へ嫁ぐ！（2025年、バッセン[371]）

### 特撮
- ざっくり戦士ピラメキッド（2010年、ミスターブラックの声）
- スーパー戦隊シリーズ
  - 天装戦隊ゴセイジャー（2010年、ガリュース星人・氷雪のユウゼイクスの声）
  - 特命戦隊ゴーバスターズ（2012年、ルーペロイドの声）
  - 獣電戦隊キョウリュウジャーVSゴーバスターズ 恐竜大決戦! さらば永遠の友よ（2014年、ネオグリフォーザーの声[372]）
  - 行って帰ってきた烈車戦隊トッキュウジャー 夢の超トッキュウ7号（2015年、ヘイ大公の声）
  - 快盗戦隊ルパンレンジャーVS警察戦隊パトレンジャー（2018年、ナレーション[373]）
  - 快盗戦隊ルパンレンジャー＋警察戦隊パトレンジャー 〜究極の変合体!〜（2018年、ナレーション）
  - 警察戦隊パトレンジャー Feat. 快盗戦隊ルパンレンジャー 〜もう一人のパトレン2号〜（2018年、ナレーション）
- ウルトラシリーズ
  - ウルトラゼロファイト 第二部（2012年、メフィラス星人・魔導のスライの声）
  - ウルトラマン列伝（2013年 - 2014年、メフィラス星人・魔導のスライの声） - 2シリーズ
  - ウルトラマンオーブ（2016年、メフィラス星人ノストラの声）
  - ウルトラギャラクシーファイト 運命の衝突 プロローグ編（2021年、アブソリュートティターンの声）
  - ウルトラギャラクシーファイト 運命の衝突（2022年、アブソリュートティターンの声[374]）
- 仮面ライダーガヴ（2025年、ボッカ・ジャルダックの声[375]）

### ナレーション
- J-SPORTS SUPER SOCCER PLUS（TBS）[3]
- 新報道2001（フジテレビ）[3]
- 冒険!CHEERS!!（日本テレビ）[3]
- 二人の食卓 〜ありがとうのレシピ〜（テレビ朝日）[3]
- S☆1 スパサカ（TBS）[3]
- 大奥〈男女逆転〉（予告編）
- アバター（予告編）
- ライフ・オブ・パイ（予告編）
- 仰天！海の底まる見え検証（ナショナルジオグラフィック）（シーズン3 第6話 - 第10話）[376][377]
- クローズアップ現代（NHK）（2022年4月4日 - 、月曜日担当）[378]

### ラジオ
※はインターネット配信。
- 電撃大賞（2008年）
- 進ぬ! 狂乱家族計画（2008年、ランティスウェブラジオ※月）
- ラジオdeヤングアニマルあいらんど! ユリア100式 大特集!（2009年、音泉※）
- ヘタリアWEBラジオ 〜ヘタリラ〜（2009年、ドイツ役、アニメイトTV※）
- 夏のあらし!WEBラジオ「方舟休憩室」第4回 - 第6回、特別編パーソナリティ（2009年、音泉※）
- パラ☆ラボ 放送局（2010年 - 2014年、教師：五ヶ瀬皇貴役、アニメイトTV※）
- 鳥海浩輔・安元洋貴 今夜は眠らせない…禁断生ラジオ（2010年 - 、ニコニコ生放送※）
- GOOD LUCK HUNTER〜RADIO COLOSSEUM〜（2011年 - 2012年、音泉※）
- スクエニChan!（2011年 - 2014年、スクウェア・エニックス公式webラジオ※）
- ドラゴンズドグマ 覚者ラジオ（2012年、『Dragon's Dogma』公式サイト※、音泉※）
- ドラゴンズドグマ：ダークアリズン 覚者ラジオ（2013年、Dragon's Dogma News Web[379]※、音泉[380]※）
- ヘタリアWEBラジオ 〜ヘタリラThe Beautiful World〜（2013年、ドイツ役、アニメイトTV※）
- 「鬼灯の冷徹」ウェブラジオ『ひとにきびしく』（2013年 - 2014年、アニメイトTV※）
- 天才軍師（2014年 - 2023年、超A&G+※）
- ラジオアワー『世界の王』（2014年 - 2017年、アニメイトTV※）[381]
- 「幕末Rock」WEBラジオ Rock or Heaven?（2014年[382]、アニメイトTV※）
- 熊出村 村おこし放送（2016年、音泉※）[383]
- 安元洋貴・江口拓也のミクチャラジオ（2017年 - 2018年、文化放送）[384]
- 「鬼灯の冷徹」第弐期WEBラジオ もっとひとにきびしく（2017年、アニメイトタイムズ※）[385]
- 「鬼灯の冷徹」第弐期WEBラジオ もっとひとにきびしく その弐（2018年、アニメイトタイムズ※）
- 安元洋貴の笑われるセールスマン（仮）（2020年 - 、文化放送）[386]
- A&Gメディアステーション FUN MORE TUNE（2023年 - 、文化放送・超!A&G+※・radiko※）[387]

### ラジオ・トーク・朗読CD
- 月刊男前図鑑 制服編 白盤（警察官）
- 近藤隆のモモんがぁっ! CD 安元洋貴の件
- 週刊添い寝CD Vol.2 仁（仁）
- 戦国武将物語〜知将編 その弐〜（第三話「鍋島直茂物語」）
- 禁断吸血鬼 〜青薔薇ノ騎士〜（ルドルフ・フォン・ヴァイセヘルデンブルク）
- 幕末志士物語〜佐幕・開国編〜（「相楽総三物語」）
- 幕末志士物語外伝〜14の土佐&佐幕・開国編〜（「相楽総三物語外伝」）
- パラ☆ラボ 放送曲 DJCD 第1巻
- 東浦家の休日vol.2 父と叔父編（東浦彰信[388]）
- 熊出村フューチャーラジオ バディ村おこし放送SSS
- RADIO DJCD BLEACH “B” STATION Vol.4
- 桃通2&桃のきもち・ダイジェストCD 桃ダイ3・桃も桃も桃のうち
- 桃通2&桃のきもち・ダイジェストCD 桃ダイ6・桃色吐息
- モモっとトーク・パーフェクトCD13 MOMOTTO TALK CD 安元洋貴盤
- ラジオCD 「ストームラバー警報!」 Vol.2

### テレビ番組
※はインターネット配信。
- アニメ女子部（2010年4月16日 - 、AT-X）ナビゲーター
- アニメ女子おうちカフェ部（2011年6月5日 - 、AT-X）
- 喫茶安元〜アナログゲームはじめました〜（2017年7月17日 - 9月28日、サンテレビ）
- 声優と夜あそび（2019年4月8日 - 、AbemaTV・アニメLIVEチャンネル）※月曜パーソナリティ[389]
- 安元洋貴と斉藤壮馬の見えないテレビ（2023年3月31日、TOKYO MX）

### 映像商品
- 江口拓也の俺たちだって癒されたい! 1 - 2
- 江口拓也の俺たちだってもっと癒されたい！ 1
- 小倉唯 LIVE「High-Touch☆Summer」（Speial Voice Cast）
- KNFキャミソール級王座戦〜in 禁断生フェスティバル〜
- 禁断生フェスティバル2〜スーパーボイス大戦SR〜
- DVD 下野紘&梶裕貴のRadio Misty 〜はじめての公開録音編〜
- 人狼バトル〜人狼VS探偵〜[390]
- 人狼バトル〜人狼VS英雄〜
- 人狼バトル lies and the truth〜人狼VS王子〜（ナレーション）
- 人狼バトル lies and the truth 2018 OCTOBER〜人狼VS侍〜
- STORM LOVER 春恋嵐 イベントDVD
- ときめきレシピ フランス料理の巻 〜野島裕史&安元洋貴〜
- ネオロマンスシリーズ
  - バラエティDVD 遙かなる時空の中で 八葉爛漫
  - バラエティDVD 遙かなる時空の中で5 八葉爛漫2
  - ライブビデオ ネオロマンス♥フェスタ 遙か祭2011 〜初春時代絵巻〜
  - ライブビデオ ネオロマンス♥フェスタ 遙か祭2011 〜桜花恋模様〜
- BLEACH SOUL SONIC 2005 夏
- BLEACH SOUL SONIC 2006 夏祭
- プリンセスナイトメア 第一回朗読劇「闇夜に眠る少女のロマンス」
- イベントDVD ヘタリア Axis Powers まるかいて感謝祭
- 堀江瞬と安元洋貴のたこ焼きクッキング ※最強の鑑定士って誰のこと?〜満腹ごはんで異世界生活〜小説第6巻購入特典URL[391]
- リアル宝探し 〜風魔からの挑戦〜 in 小田原（ナレーション）

### テレビドラマ
- 花のズボラ飯 #5（2012年11月20日、TBS） - 声の出演
- ウレロ☆未体験少女劇中ドラマ『ピュアラブ板前』#7（2014年2月23日、テレビ東京） - 声の出演
- ゆうべはお楽しみでしたね（2019年1月、TBS） - ゴローの声[392]

### 舞台
- クロジ 第1回「こわれた玩具」（2005年1月28日 - 30日）
- 戦国ブログ型朗読劇 SAMURAI.com 叢雲-MURAKUMO-（2012年2月12日）
- 劇団東京都鈴木区 第5回公演「ヒーロー ア ゴーゴー!」（2012年6月20日 - 24日）※声の出演
- Kiramune リーディングライブ「パンプキンファームの宇宙人」（2016年10月29日・30日）ガト
- VOICARION VII『女王がいた客室』room227 マイカ役（2020年2月27日）
- VOICARION IX『信長の犬』team仁・義 太田資正役（2020年9月5日）
- AD-LIVE
  - AD-LIVE 2021（2021年10月10日）
  - AD-LIVE 2022（2022年9月18日）
- 舞台版 『マーダー☆ミステリー 〜探偵・斑目瑞男の事件簿〜』（2021年12月5日） - 探偵 亀井慎一
- NieR:Automata FAN FESTIVAL 12022 壊レタ五年間ノ声（2022年11月25日 - 26日）[393]
- 江戸川乱歩朗読劇 幻調乱歩3『東京ニュートロン曠野』（2024年9月8日）[394]
- パルコ・プロデュース2024 PARCO 劇場スペシャル版『カタシロ〜Relive vol.1〜』（2024年12月20日 - 28日）患者[395]
- 朗読劇「高杉晋作-面白きこともなき世に面白く」（2024年12月7日）[396]
- 生演奏朗読劇「桜桃探偵舎」（2025年5月4日）[397]
- パルコ・プロデュース2025「カタシロ〜Relive vol.2〜」（2025年8月5日 - 7日〈予定〉）医者[398][399]
- 幻調乱歩4 夜明けに怯える怪機城（2025年8月31日〈予定〉）[400]

### その他コンテンツ
- ザ・スターボウ（大帝ゴッドダーク）
- JIHAI〜磁海〜 comic movie FRONT ZERO（ディスフィールド）
- パラ☆ラボ 放送局 DJ CD-ROM 過去配信分No.1
- パチスロ・パイレーツワールド（カルロス）
- THE NEXT GENERATION -パトレイバー-（2014年、特報のナレーション及びタイトルコール）
- B'z 30th Year Exhibition "SCENES" 1988-2018（オーディオガイド・ナレーション）
- 人形劇 Thunderbolt Fantasy 東離劍遊紀（2016年、殘凶）
- 『最強の鑑定士って誰のこと?〜満腹ごはんで異世界生活〜』小説第6巻購入特典オーディオドラマ（2019年、アリー）[391]
- 『それでも歩は寄せてくる』PV（2019年、田中歩[401]）
- 『歯医者さん、あタってます！』PV（2020年、黒墨琢磨[402]）
- アポロンさんは神すぎる（2021年、プロメテウス[403]）
- 『ペンと手錠と事実婚』コミックス2巻発売記念ラジオCM（2023年、切鮫鋭二[404]

## ディスコグラフィ

### キャラクターソング
| 発売日         | 商品名                                                                  | 歌 | 楽曲                                                                                  | 備考                                                                     |
| -------------- | ----------------------------------------------------------------------- | --- | ------------------------------------------------------------------------------------- | ------------------------------------------------------------------------ |
| 2007年 8月31日 | プリンセスナイトメア キャラクターマキシ5                                | メフィスト・フェレス（安元洋貴） | 「光を憎み、闇を抱くもの」                                                            | ゲーム『プリンセスナイトメア』関連曲                                     |
| 10月26日       | プリンセスナイトメア キャラクターマキシ8                                | ブラド・ドラクレア伯爵（安元洋貴） | 「煉獄への警鐘」                                                                      | ゲーム『プリンセスナイトメア』関連曲                                     |
| 2008年 7月16日 | 我輩は守護獣である、か？                                                | 乱崎帝架（安元洋貴）、マダラ（井上麻里奈） | 「我輩は守護獣である、か？」                                                          | テレビアニメ『狂乱家族日記』エンディングテーマ                           |
| 11月26日       | シャイナ・ダルク 〜黒き月の王と蒼碧の月の姫君〜 ボーカルアルバム        | エクソダ（小野大輔）、ヴィンセント（安元洋貴）、ノエル（川澄綾子）、マープル（花澤香菜）                                                                   | 「王国マーチはタンタカターン」                                                        | 『シャイナ・ダルク 〜黒き月の王と蒼碧の月の姫君〜』関連曲                |
| 2009年 4月22日 | ヘタリア Axis Powers キャラクターCD Vol.2 ドイツ                        | ドイツ（安元洋貴） | 「ゲルマン讃歌〜俺はドイツ製〜」 「Einsamkeit」                                       | Webアニメ『ヘタリア Axis Powers』関連曲                                  |
| 9月18日        | 断罪のマリア キャラクターソングアルバム gran jubilee vol.3 天の揺り篭編 | ダークネス（安元洋貴） | 「アゲハ、囁く羽音に」                                                                | ゲーム『断罪のマリア』関連曲                                             |
| 11月25日       | ヘタリア Axis Powers サウンドワールド                                   | 枢軸 | 「サンタが町にやってくる」                                                            | Webアニメ『ヘタリア Axis Powers』関連曲                                  |
| 2010年 6月9日  | WA!輪!!ワールド音頭                                                     | ワールド8 | 「WA!輪!!ワールド音頭」                                                               | 劇場アニメ『銀幕ヘタリア Axis Powers Paint it，White』主題歌             |
| 6月16日        | デス・コネクション キャラクターソングアルバム                           | グロリア（安元洋貴） | 「バラッドを君に」                                                                    | ゲーム『デス・コネクション』関連曲                                       |
| 8月25日        | coccarda                                                                | トルティアカンパニー | 「夢のpreparation」                                                                   | テレビアニメ『祝福のカンパネラ』オープニングテーマ                       |
| 10月6日        | 黒執事II キャラクターソング Vol.7「黄執事、低唱」                       | アグニ（安元洋貴） | 「神の右手のテーマ 〜チキンカリー篇〜」 「二人のハーモニー Agni side」                | テレビアニメ『黒執事II』関連曲                                           |
| 10月20日       | 猛獣使いと王子様 キャラクターソングアルバム                             | クラウス（安元洋貴） | 「薄紅の誓い」                                                                        | ゲーム『猛獣使いと王子様』関連曲                                         |
| 10月27日       | Justice・伝説を刻め！                                                   | ブレイブバトルウォーリアーズ | 「Justice・伝説を刻め！」                                                             | テレビアニメ『SDガンダム三国伝 Brave Battle Warriors』エンディングテーマ |
| 11月17日       | ぬらりひょんの孫 キャラクターCDシリーズ2 青田坊/黒田坊                  | 青田坊（安元洋貴） | 「上等だ!」                                                                           | テレビアニメ『ぬらりひょんの孫』関連曲                                   |
| 12月29日       | 遙かなる時空の中で5 夜明け前 壱                                         | 高杉晋作（安元洋貴） | 「刀心抄 −TOSHIN・SHO−」                                                              | ゲーム『遙かなる時空の中で5』関連曲                                      |
| 2011年 3月30日 | 学園☆フェスタ                                                           | 枢軸 | 「学園☆フェスタ」                                                                     | ゲーム『学園ヘタリア Portable』オープニングテーマ                        |
| 7月4日         | ヴォーカル集 遙かなる時空の中で 八葉みさと異聞〜君恋ふる歌〜            | 八葉 | 「時空を越えて」                                                                      | ゲーム『遙かなる時空の中で5 風花記』関連曲                               |
| 2012年 3月21日 | 遙かなる時空の中で5 〜淡雪の心唄〜                                      | アーネスト・サトウ（四反田マイケル）、高杉晋作（安元洋貴）                                                                                                 | 「夢想鳥 〜吾ガ恋フル小鳥ガ為ニ〜」                                                   | ゲーム『遙かなる時空の中で5 風花記』関連曲                               |
| 8月29日        | 百合男子 キャラクターソングCD                                           | 桜ヶ丘健司（安元洋貴） | 「ゆりゆららららゆるゆり大事件」                                                      | 『百合男子』関連曲                                                       |
| 9月26日        | ヘタリア Axis Powers まるかいてベスト                                   | ドイツ（安元洋貴） | 「まるかいて地球」                                                                    | Webアニメ『ヘタリア Axis Powers』関連曲                                  |
| 2013年 1月30日 | ヘタリア World Series はたふってベスト                                  | ドイツ（安元洋貴） | 「はたふってパレード」                                                                | Webアニメ『ヘタリア World Series』関連曲                                 |
| 3月27日        | ヴォーカル集 遙かなる時空の中で5 〜白妙の恋唄〜 1                       | 高杉晋作（安元洋貴） | 「暁のかたみ〜面白くなき世を面白く〜」                                                | ゲーム『遙かなる時空の中で5』関連曲                                      |
| 5月29日        | ヘタリア キャラクターCD II Vol.3 ドイツ                                 | ドイツ（安元洋貴） | 「Vorwa"rts Marsch!」 「Ich liebe…」                                                  | Webアニメ『ヘタリア Axis Powers』関連曲                                  |
| 10月16日       | 弱虫ペダル キャラクターソングCD VOL.3                                   | 金城真護（安元洋貴） | 「石道の蛇」                                                                          | テレビアニメ『弱虫ペダル』関連曲                                         |
| 2014年 1月8日  | SONG IMPRESSION                                                         | アズラエル（安元洋貴） | 「GO in SOUL」                                                                        | ゲーム『BLAZBLUE』関連曲                                                 |
| 2月19日        | 地獄の沙汰も君次第                                                      | 地獄の沙汰オールスターズ | 「地獄の沙汰も君次第」                                                                | テレビアニメ『鬼灯の冷徹』オープニングテーマ                             |
| 2月19日        | 地獄の沙汰も君次第                                                      | 地獄の沙汰オールスターズ | 「大きな金魚の樹の下で」                                                              | テレビアニメ『鬼灯の冷徹』関連曲                                         |
| 5月21日        | Be As One                                                               | チーム総北 | 「Be As One」                                                                         | テレビアニメ『弱虫ペダル』オープニングテーマ                             |
| 5月21日        | Be As One                                                               | チーム総北 | 「Dream Believer」                                                                    | テレビアニメ『弱虫ペダル』関連曲                                         |
| 6月1日         | 開け！地獄の釜の蓋                                                      | 地獄の沙汰オールスターズ | 「開け！地獄の釜の蓋」                                                                | テレビアニメ『鬼灯の冷徹』関連曲                                         |
| 9月24日        | ヘタリア The Beautiful World まわる地球ベスト                           | ドイツ（安元洋貴） | 「まわる地球ロンド」                                                                  | Webアニメ『ヘタリア The Beautiful World』関連曲                          |
| 12月3日        | 百鬼夜行 〜地獄の沙汰もYOU次第〜                                        | 地獄の沙汰オールスターズ | 「開け！地獄の釜の蓋〜2014冬ver.〜」                                                  | テレビアニメ『鬼灯の冷徹』関連曲                                         |
| 12月3日        | 百鬼夜行 〜地獄の沙汰もYOU次第〜                                        | 地獄の沙汰オールスターズ | 「地獄の沙汰も君次第〜2014冬ver.〜」                                                  | OVA『鬼灯の冷徹』オープニングテーマ                                      |
| 2015年 7月8日  | ヘタリア The World Twinkle キャラクターCD Vol.2 プロイセン・ドイツ      | ドイツ（安元洋貴） | 「揺るぎないRhythmus」                                                                | Webアニメ『ヘタリア The World Twinkle』関連曲                            |
| 7月15日        | 遙かなる時空の中で6 ヴォーカル集 浪漫ナル歌                             | 里谷村雨（安元洋貴） | 「咲かない花」                                                                        | ゲーム『遙かなる時空の中で6』関連曲                                      |
| 7月15日        | 遙かなる時空の中で6 ヴォーカル集 浪漫ナル歌                             | 八葉 | 「時空を旅する君へ」                                                                  | ゲーム『遙かなる時空の中で6』関連曲                                      |
| 9月30日        | GATE 自衛隊 彼の地にて、斯く戦えり キャラクターソング・アルバム         | 伊丹二等陸尉（諏訪部順一）、富田二等陸曹（安元洋貴）、黒川二等陸曹（明坂聡美）、栗林二等陸曹（内田真礼）、倉田三等陸曹（石川界人）、桑原陸曹長（山本兼平） | 「我ら、第三偵！ 〜第三偵察隊の歌〜」                                                 | テレビアニメ『GATE 自衛隊 彼の地にて、斯く戦えり』関連曲                 |
| 9月30日        | 魅惑のヴィーナス                                                        | 酉水司（安元洋貴）、犬塚千尋（小野坂昌也）、十文字麻季（小西克幸）                                                                                         | 「魅惑のヴィーナス」 「セントルイス・ハイスクール校歌」                               | ゲーム『STORM LOVER』関連曲                                              |
| 2016年 3月23日 | バラエティCD 遙かなる時空の中で6 黎明ノ二重奏 〜帝国軍〜                | 有馬一（寺島拓篤）、里谷村雨（安元洋貴） | 「真秀呂場ヘ向かふ路」                                                                | ゲーム『遙かなる時空の中で6』関連曲                                      |
| 2016年 3月23日 | バラエティCD 遙かなる時空の中で6 黎明ノ二重奏 〜帝国軍〜                | 里谷村雨（安元洋貴） | 「真秀呂場ヘ向かふ路（with 里谷村雨Ver.）」                                           | ゲーム『遙かなる時空の中で6』関連曲                                      |
| 5月25日        | KUMAMIKO DANCING                                                        | 雨宿まち（日岡なつみ）、クマ井ナツ（安元洋貴） feat. 熊出村のみなさん                                                                                      | 「KUMAMIKO DANCING」                                                                  | テレビアニメ『くまみこ』エンディングテーマ                               |
| 5月25日        | KUMAMIKO DANCING                                                        | 雨宿まち（日岡なつみ）、クマ井ナツ（安元洋貴）、松さん（内藤玲）                                                                                           | 「些々の破音頭」                                                                      | テレビアニメ『くまみこ』関連曲                                           |
| 6月22日        | 三羽烏漢唄 〜GRANBLUE FANTASY〜                                         | オイゲン（藤原啓治）、ソリッズ（小山力也）、ジン（安元洋貴）                                                                                               | 「三羽烏漢唄」                                                                        | ゲーム『グランブルーファンタジー』関連曲                                 |
| 8月24日        | 新テニスの王子様 THE BEST OF U-17 PLAYERS XI Houou Byodoin              | 平等院鳳凰（安元洋貴） | 「Pirates of the World」 「Pirates of the World -Remix-」                             | テレビアニメ『新テニスの王子様』関連曲                                   |
| 9月28日        | ヘタリア The World Twinkle ヘタリアン☆ベスト                            | ドイツ（安元洋貴） | 「ジャーマン☆ジェット」                                                               | Webアニメ『ヘタリア The World Twinkle』関連曲                            |
| 2017年 1月18日 | バラエティCD 遙かなる時空の中で6 幻燈ロンド 1                           | 里谷村雨（安元洋貴） | 「情熱」                                                                              | ゲーム『遙かなる時空の中で6 幻燈ロンド』関連曲                           |
| 10月11日       | 大！地獄地獄節                                                          | 地獄の沙汰オールスターズ | 「大！地獄地獄節」                                                                    | テレビアニメ『鬼灯の冷徹』第弐期オープニングテーマ                       |
| 2018年 4月4日  | 遙かなる時空の中で5&6 ヴォーカル・コンプリートBOX                       | 有馬 一（寺島拓篤）、片霧秋兵（岡本信彦）、萩尾九段（四反田マイケル）、里谷村雨（安元洋貴）                                                                | 「時空を旅する君へ［帝国軍ver.］」                                                    | ゲーム『遙かなる時空の中で6』関連曲                                      |
| 4月25日        | 拝啓、地獄より                                                          | 地獄の沙汰オールスターズ | 「拝啓、地獄より」                                                                    | テレビアニメ『鬼灯の冷徹』第弐期その弐オープニングテーマ                 |
| 4月25日        | 拝啓、地獄より                                                          | 鬼灯（安元洋貴）、芥子（種﨑敦美） | 「かちかち山」                                                                        | テレビアニメ『鬼灯の冷徹』関連曲                                         |
| 4月25日        | 拝啓、地獄より 初回盤                                                   | 地獄の沙汰オールスターズ | 「大！地獄地獄節 お迎えver.」                                                         | テレビアニメ『鬼灯の冷徹』関連曲                                         |
| 8月22日        | 紺碧のアル・フィーネ                                                    | 伊豆乃風 | 「紺碧のアル・フィーネ」 「奇跡」                                                     | テレビアニメ『ぐらんぶる』関連曲                                         |
| 8月22日        | 紺碧のアル・フィーネ                                                    | 伊豆乃風 | 「紺碧のアル・フィーネ〜二軒目にカラオケに入った俺たちのテンションスーパーMAXver.〜」 | テレビアニメ『ぐらんぶる』エンディングテーマ                             |
| 2020年 8月19日 | 遙かなる時空の中で7 ヴォーカル集 紺青の歌                               | 柳生宗矩（安元洋貴） | 「孤独な剣…隠れて密かに」                                                             | ゲーム『遙かなる時空の中で7』関連曲                                      |
| 2021年 6月30日 | ヘタリア World★Stars キャラクターソング&ドラマ Vol.1                    | ドイツ（安元洋貴） | 「フェストでプロースト！」                                                            | Webアニメ『ヘタリア World★Stars』関連曲                                  |
| 2022年 5月14日 | 恋はエクスプロージョン (feat.カルバリンベア［CV：安元洋貴］) -TV edit-  | オーイシマサヨシ、カルバリンベア（安元洋貴） | 「恋はエクスプロージョン (feat.カルバリンベア［CV：安元洋貴］)」                      | テレビアニメ『恋は世界征服のあとで』第6話オープニングテーマ              |
| 2023年 8月10日 | 結歌叛唱                                                                | 純位志献官 総員 | 「結歌叛唱」                                                                          | ゲーム『結合男子』主題歌                                                 |

### その他参加作品
| 発売日        | 商品名                    | 歌       | 楽曲 |
| ------------- | ------------------------- | -------- | --- |
| 2010年4月14日 | 新・百歌声爛 -男性声優編- | 安元洋貴 | 「BERSERK -Forces-」〜 「BACK ON MY FEET」〜 「Resolution」〜 「You-You-You」〜 「Rocket」〜 「花のささやき」〜 「ルパン三世・愛のテーマ」〜 「真赤なスカーフ」〜 「TACTICS」〜 〜「Rocket Dive」 |

## 書籍
- 安元洋貴『1stフォトブック 40+1』宝島社、2018年3月16日。ISBN 978-4-8002-7517-2。 - スペシャルトークCD付き